# ヴィジョン/暗闇の来訪者
『ヴィジョン/暗闇の来訪者』（ヴィジョン くらやみのらいほうしゃ、Visions）は2015年に配信が始まったアメリカ合衆国のホラー映画である。監督はケヴィン・グルタート、主演はアイラ・フィッシャーが務めた。

## ストーリー
妻のイヴリーが意識を取り戻したという知らせを受けて、デヴィッドは病院へとやって来た。イヴリーは自身が巻き込まれた自動車事故のことを思い出していた。その事故では、別の車に乗っていた子供が一人亡くなったのだ。
それから1年後。妊娠3ヶ月となっていたイヴリーは夫と共に、カリフォルニア州のぶどう園の経営を再開するための作業に没頭していた。ある日のパーティーで、イヴリーは参加者の一人が訳の分からないことをぶつぶつ言っているのを目にした。
それ以来、イヴリーは悪夢と幻覚に苦しめられるようになった。彼女は何か得体の知れないものが自分か家に取り憑いているのではないかと思い始めた。イヴリーは気分転換をするために、地元で開かれているヨガ教室に参加することにした。イヴリーはそこで出会った妊婦のセイディーと打ち解けていった。
イヴリーは自分の疑念を解消するべく、セイディーと共に地元の不動産屋を訪れた。担当者のグレンはイヴリーの自宅で変な事件があったことはないと言うが、イヴリーは「念のため、前の所有者におかしなことがなかったか聞いて下さい」と頼み込むのだった。
イヴリーの幻覚症状は悪化の一途をたどった。事故によるPTSDの可能性を疑ったデヴィッドはマシソン医師に抗うつ薬の処方を依頼する。マシソンはイヴリーが妊娠中であることを理由に依頼を断ろうとしたが、デヴィッドの熱意に押されて最終的には処方することにした。それを服用したイヴリーは徐々に快方傾向に向かうのだった。
数ヶ月後、イヴリーはセイディーから抗うつ薬の服用を辞めるように説得されていた。しかし、服用を辞めた途端に、再び幻覚に苦しめられるようになった。イヴリーは夫の挙動が怪しいと思い始め、「夫が自分の幻覚症状に何らかの形で関係しているのではないか」と考えるようになった。
独自にポルターガイストや幽霊に関する勉強を始めたイヴリーは家の前の所有者、ジェーン・ポーターに会った。イヴリーの話を聞いたジェーンは、パーティに参加していたヘレナに「あなたはイヴリーが見たという女性をパーティで見ましたか」と尋ねるのだった。
霊感の強いヘレナと一緒に、イヴリーはぶどう園の廃屋へと向かった。そこで、2人は幻覚を見た。ヘレナは「超時間的な霊体が土地に張り付いている」といった後に、突然倒れ込んでしまった。死ぬ間際、ヘレナはイヴリーに「霊体は貴方が考えているようなものじゃないわ。貴方こそが霊体なのよ。」と言うのだった。
深まる謎を解明するために、イヴリーは1世紀前にぶどう園を所有していた人間の子孫、ヴィクトール・ナポリを訪ねることにした。ヴィクトールによると、廃屋を焼いたのは彼の曾祖母で、超常現象を怖れてのことだったという。ヴィクトールはイヴリーに霊媒師が霊と交信を試みたときに描かれた絵を見せてくれた。その絵を見たイヴリーは衝撃を受けた。そこに描かれていたのはイヴリーとデヴィッドだったからである。
イヴリー、デヴィッド、マシソン、エイリーン（イヴリーの友人）、ランバート（心理療法家）の5人がイヴリーの自宅に集まった。イヴリーはそこで大胆な仮説を発表する。それによると、イヴリーが霊体であるという説は不正確なのだという。むしろ、イヴリーとデヴィッドの2人が過去に取り憑いている霊体なのだ。ポーター家とナポリ家が見たのは未来に存在する2人だったのだ。そして、2つの家族が見た悲劇は今宵引き起こされるだろうとイヴリーは予言する。
そんな中、セイディーが夫のベンを連れて、イヴリーを尋ねに来た。しかし、どういうわけだか2人は銃を携帯していた。2人が銃を持っていると気が付いたランバートは逃げようとしたが、ベンに撃たれてしまった。その瞬間、イヴリーは今まで見てきた幻覚がこれから起こるであろう出来事の断片であったことを確信するのだった。

## キャスト
- アイラ・フィッシャー - イヴリー・マドックス
- アンソン・マウント - デヴィッド・マドックス
- ジリアン・ジェイコブズ - セイディー
- ジョアンナ・キャシディ - ヘレナ・ノル、ワイナリーの経営者。
- ジム・パーソンズ - マシソン医師
- エヴァ・ロンゴリア - エイリーン
- マイケル・ヴィラー - レオ・コットレル
- ブライス・ジョンソン - ベン
- ジョン・デ・ランシー - ヴィクトール・ナポリ
- アニー・テデスコ - ヴィクトリア・ランバート
- ロベルト・サンチェス - エミリオ
- ジェフ・ブランソン - グレン・バリー、不動産屋。
- エリザベス・ロウィン - ベティ・セイルズ

## 製作
2013年11月、アイラ・フィッシャー、ジム・パーソンズ、エレン・バーキンの3人がケヴィン・グルタート監督の新作映画に出演するとの報道があった。2014年1月、アンソン・マウントとジリアン・ジェイコブズが本作に出演すると報じられた。2月、エヴァ・ロンゴリアの出演が決まった。

## 公開
当初の予定では、ブラムハウス・プロダクションズの配給部門が本作の配給を行う予定だったが、後に配給権はユニバーサル・ピクチャーズに売却された。2015年8月には本作のファースト・トレイラーが公開された。
2016年1月19日、アメリカ合衆国で本作のビデオ・オン・デマンド配信が始まった。